# The Mandalorian (sezon 2)
Drugi sezon amerykańskiego serialu telewizyjnego The Mandalorian opowiada historię samotnego łowcy nagród, który próbuje zwrócić Dziecko rycerzom Jedi. Akcja serialu rozgrywa się kilka lat po wydarzeniach z Powrotu Jedi (1983) i jest częścią serii Gwiezdne Wojny. Sezon został wyprodukowany przez Lucasfilm, Fairview Entertainment i Golem Creations, a showrunnerem był Jon Favreau. W tytułowej roli wystąpił Pedro Pascal.
Prace nad drugim sezonem The Mandalorian rozpoczęły się w lipcu 2019. Favreau chciał rozszerzyć tematykę serialu i wprowadzić nowych bohaterów. W drugim sezonie pojawiło się kilka postaci z poprzednich produkcji serii Gwiezdne wojny. Zdjęcia zrealizowano od października 2019 do marca 2020, a prace na planie zakończyły się na kilka dni przed początkiem pandemii COVID-19, która zmusiła wiele produkcji filmowych i telewizyjnych do wstrzymania prac. Postprodukcja została ukończona zdalnie, łącznie z nagraniem ścieżki dźwiękowej Ludwiga Göranssona.
Sezon składa się z ośmiu odcinków, które miały swoją premierę od 30 października do 18 grudnia 2020 w serwisie streamingowym Disney+. Spotkał się z pozytywnymi recenzjami, a także został nominowany do nagrody Emmy, wygrywając w siedmiu kategoriach. Trzeci sezon miał premierę 1 marca 2023. W produkcji jest film fabularny, będący kontynuacją serialu. W 2021 pojawił się zapowiedziany w ostatnim odcinku spin-off zatytułowany Księga Boby Fetta.

## Obsada

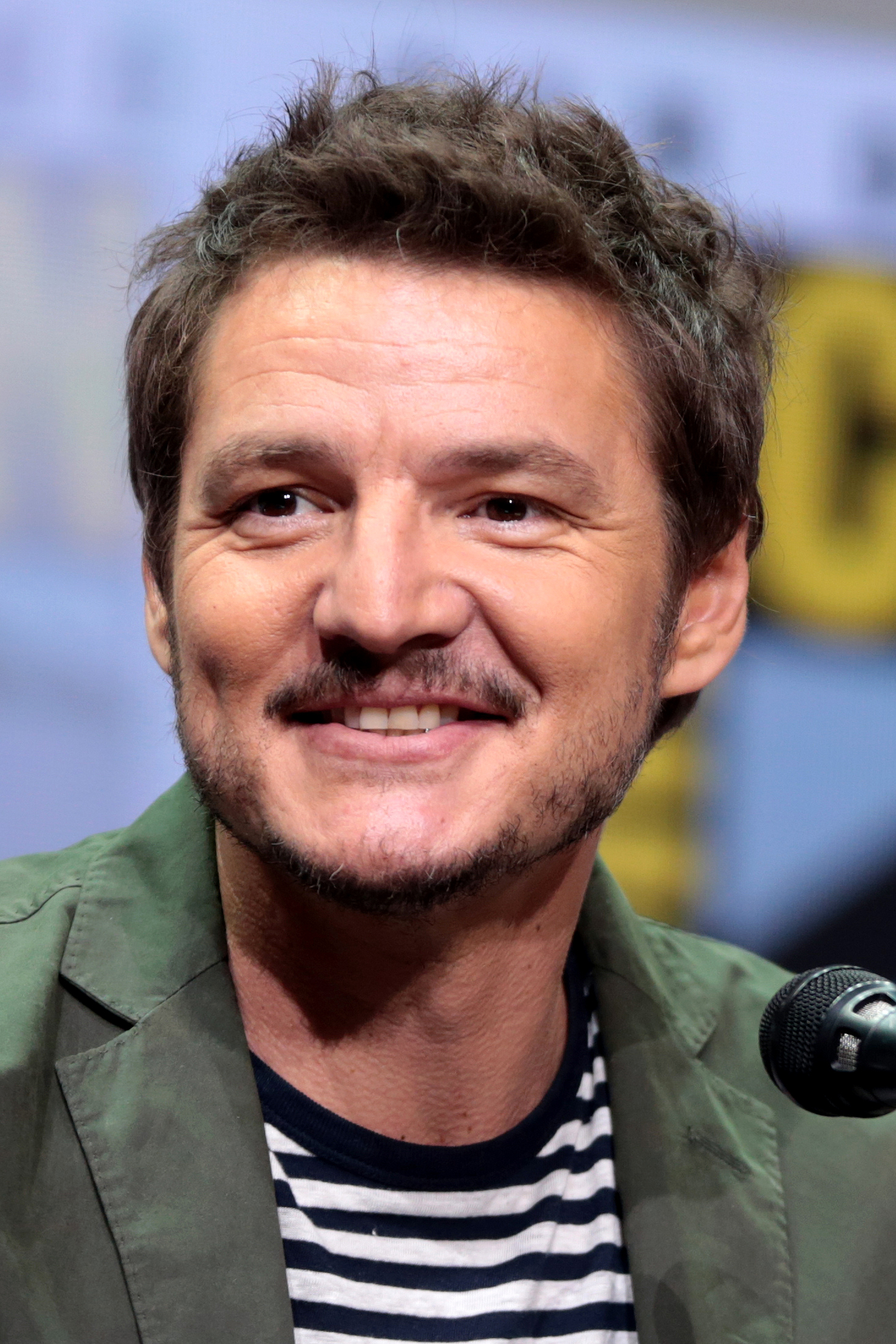
Pedro Pascal
(Din Djarin / Mandalorianin)

### Główna
- Pedro Pascal jako Din Djarin / Mandalorianin, samotny łowca nagród[5].

### Drugoplanowa
- Amy Sedaris jako Peli Motto, mechanik, która prowadzi port kosmiczny na Tatooine[6],
- Temuera Morrison jako Boba Fett, łowca nagród i niezmodyfikowany genetycznie klon Jango Fetta, który wychowywał go jako własnego syna[7][6],
- Misty Rosas jako Frog Lady, amfibijna kobieta, którą eskortował Din Djarin[8]. Głos podłożył Dee Bradley Baker[8].
- Mercedes Varnado jako Koska Reeves, Mandalorianka, członkini Nocnych Sów[9],
- Katee Sackhoff jako Bo-Katan Kryze, Mandalorianka, członkini Straży Śmierci[9],
- Giancarlo Esposito jako Gideon, moff, któremu zależało na odnalezieniu Dziecka[5],
- Gina Carano jako Cara Dune, żołnierz Sojuszu Rebeliantów, należąca do oddziału uderzeniowego[5],
- Omid Abtahi(inne języki) jako Pershing, doktor współpracujący z imperialną organizacją dowodzoną przez Klienta[10],
- Ming-Na Wen jako Fennec Shand, elitarna najemniczka i zabójczyni[7],

### Gościnna
- John Leguizamo jako Gor Koresh (głos), abisyński gangster i hazardzista, który organizował mecze gladiatorów[6],
- Timothy Olyphant jako Cobb Vanth, szeryf miasta Mos Pelgo, który nosił zbroję Boby Fetta[6],
- Richard Ayoade jako Q9-0 (głos), droid protokolarny, który pracował jako najemnik w czasach Nowej Republiki[8],
- Simon Kassianides(inne języki) jako Axe Woves, Mandalorianin działający w czasach Nowej Republiki[9],
- Titus Welliver jako kapitan Imperium[9],
- Carl Weathers jako Greef Karga, przywódca Gildii Łowców Nagród[5],
- Horatio Sanz(inne języki) jako Mythrol, humanoid o cechach wodno-lądowych[11],
- Michael Biehn jako Lang, najemnik pracujący dla Morgan Elsbeth[12],
- Diana Lee Inosanto(inne języki) jako Morgan Elsbeth[12],
- Matthew Wood(inne języki) jako Bib Fortuna, twi’lekański majordomus Jabby[13],
- Bill Burr jako Migs Mayfeld, najemnik i były snajper imperialny, wyciągnięty z więzienia Nowej Republiki, by pomógł w tropieniu Gideona[14],
- Rosario Dawson jako Ahsoka Tano, Togrutanka, Jedi i była padawanka Anakina Skywalkera[12],
- Mark Hamill jako Luke Skywalker, mistrz Jedi i syn Anakina Skywalkera[15]. Hamill został cyfrowo odmłodzony, a Max Lloyd Jones(inne języki) służył jako dubler postaci na planie filmowym[15].

Dodatkowo w serialu pojawia się postać Grogu / „Dziecka”, stworzona przy pomocy lalek oraz efektów specjalnych. Jest to niemowlę wrażliwe na Moc, pochodzące z tej samej rasy co Yoda, które staje się podopiecznym Mandalorianina.

## Emisja
Drugi sezon serialu The Mandalorian miał premierę 30 października 2020 w serwisie streamingowym Disney+, a kolejne odcinki ukazywały się co tydzień, aż do 18 grudnia.

## Lista odcinków
| Nr | Tytuł                     | Reżyseria           | Scenariusz    | Premiera (Disney+)   |
| --- | ------------------------- | ------------------- | ------------- | -------------------- |
| 1 | Chapter 9: The Marshal    | Jon Favreau         | Jon Favreau   | 30 października 2020 |
| Din Djarin zaczyna szukać innych Mandalorian, którzy, jak wierzy, mogą pomóc mu znaleźć Jedi, którym chce oddać Dziecko. Zostaje skierowany do Mos Pelgo na Tatooine. Tam spotyka Cobba Vantha, który nosi mandaloriańską zbroję. Vanth wyjaśnia, że uwolnił swoje miasto spod kontroli Kolektywu Górniczego, używając tej zbroi, którą kupił od Jawów na pustyni. Miasto jest teraz często atakowane przez smoka krayt. Vanth zgadza się oddać pancerz w zamian za pomoc w zabiciu wielkiego drapieżnika. Mandalorianin aranżuje porozumienie między mieszkańcami Mos Pelgo i miejscowym klanem Tuskenów, by wspólnie zabić smoka krayt, w zamian za pokój między obiema grupami. Wywabiają potwora, który ostatecznie zostaje zabity przez Mandalorianina. Din Djarin odjeżdża ze zbroją, obserwowany przez postać z bliznami. |                           |                     |               |                      |
| 2 | Chapter 10: The Passenger | Peyton Reed         | Jon Favreau   | 6 listopada 2020     |
| Po zabiciu grupy łowców nagród, którzy chcą schwytać Dziecko, Din Djarin wraca do Mos Eisley. W zamian za informacje o innych Mandalorianach, zgadza się zabrać pasażerkę i jej skrzek do jej męża, który ma zapłodnić jaja. Ze względu na wrażliwość skrzeku muszą podróżować z prędkością podświetlną. Podczas podróży napotykają patrol Nowej Republiki, przed którym (ze względu na wydarzenia z odc. „The Prisoner”) uciekają na lodową planetę uszkadzając statek. Zostają zaatakowani przez rój pająków, przed którymi ratują ich piloci X-wingów, którym udało się ich znaleźć. Wyjaśniają, że mimo uwolnienia więźnia mężczyzna ma też zasługi dla Republiki i pozwalają mu odlecieć w dalszą drogę . |                           |                     |               |                      |
| 3 | Chapter 11: The Heiress   | Bryce Dallas Howard | Jon Favreau   | 13 listopada 2020    |
| Mandalorianin dociera z pasażerką do jej męża i płynie statkiem rybackim szukając swych pobratymców. Ostatecznie, gdy załoga okrętu próbuje zabić Din Djarina to oni znajdują jego. Przywódczyni Mandalorian, Bo-Katan Kryze, prosi o pomoc w przejęciu broni z imperialnego frachtowca w zamian za informacje o Jedi. Po wejściu na statek okazuje się, że kobieta chce go przejąć i zdobyć informacje o mieczu, który ma Gideon. Udaje im się zdobyć statek, lecz nie informacje, a Din Djarin woli wrócić do Dziecka, niż z nimi lecieć. Kryze kieruje go do Ahsoki Tano w mieście Calodan na leśnej planecie Corvus. Po częściowej naprawie swego statku Mandalorianin i Dziecko ruszają w dalszą drogę. |                           |                     |               |                      |
| 4 | Chapter 12: The Siege     | Carl Weathers       | Jon Favreau   | 20 listopada 2020    |
| Mandalorianin i Dziecko zatrzymują się na Nevarro, by dokończyć naprawę statku. Podczas gdy jego statek jest naprawiany, Mandalorianin, Greef Karga i Cara Dune atakują imperialną bazę na Nevarro. Uszkadzają reaktor, by ją zniszczył dając im jednak czas na ucieczkę. Odkrywają przy tym, że w bazie prowadzono eksperymenty z klonowaniem i pobraną krwią Dziecka. Uciekają stamtąd ścigani przez szturmowców, których udaje im się wyeliminować. Następnie Mandalorianin i Dziecko udają się na Corvus nieświadomi, że imperialny agent umieścił na statku nadajnik. |                           |                     |               |                      |
| 5 | Chapter 13: The Jedi      | Dave Filoni         | Dave Filoni   | 27 listopada 2020    |
| Bohaterowie docierają do Calodan, gdzie rządząca miastem Morgan Elsbeth proponuje Mandalorianinowi pikę z beskaru za zabicie Ahsoki. Din Djarin odnajduje Jedi, która komunikując się telepatycznie z Dzieckiem dowiaduje się, że ma ono na imię Grogu i zostało uratowane przed rzezią w Świątyni Jedi. Ahsoka zgadza się trenować je, jeśli Mandalorianin pomoże jej pokonać Elsbeth. Zabijają strażników miasta, uwalniają zakładników i konfrontują się z Elsbeth, którą Ahsoka zmusza do ujawnienia lokalizacji jej pana: Wielkiego Admirała Thrawna. Jedi nie chce jednak szkolić Dziecka, gdyż wyczuwa, że jest ono zbyt przywiązane do Mandalorianina. Kieruje bohaterów do ruin starożytnej świątyni na planecie Tython, gdzie Grogu mógłby użyć Mocy, by skontaktować się z innym Jedi . |                           |                     |               |                      |
| 6 | Chapter 14: The Tragedy   | Robert Rodriguez    | Jon Favreau   | 4 grudnia 2020       |
| Mandalorianin przybywa z Grogu na Tython i znajduje świątynię na wzgórzu. Umieszcza Grogu na środku, by mógł wybrać swoją ścieżkę. Grogu zaczyna medytować generując wokół siebie ochronne pole Mocy. Wkrótce przybywa Boba Fett razem z Fennec Shand, której uratował życie na Tatooine, i żąda zwrotu swojej mandaloriańskiej zbroi oferując w zamian pomoc w ochronie Grogu. Przybywają dwa promy pełne szturmowców, którzy próbują schwytać dziecko. Fett, Shand i Din Djarin łączą siły stopniowo likwidując wroga. Gdy odnoszą pozorne zwycięstwo Moff Gideon niszczy statek Mandalorianina strzałem ze swego okrętu i wysyła latające droidy, które porywają Dziecko, po czym odlatuje. Fett i Shand zgadzają się pomóc Mandalorianinowi uratować Dziecko, by spłacić dług. Din Djarin prosi Carę Dune o pomoc w uwolnieniu Mayfelda, potrzebnego by odbić Grogu. Będąc pod wrażeniem mocy Grogu, Moff Gideon informuje dr Pershinga, że dawca jest dostępny. |                           |                     |               |                      |
| 7 | Chapter 15: The Believer  | Rick Famuyiwa       | Rick Famuyiwa | 11 grudnia 2020      |
| Migs Mayfeld tymczasowo zwolniony z więzienia przez Carę Dune, leci z nią, Djarinem, Fettem i Shand na Morak, gdzie w imperialnym centrum wydobywczym znajduje się terminal, z którego można namierzyć statek Gideona. Uprowadzają transport rhydonium i odpierając ataki piratów, docierają do zakładu górniczego. Mandalorianin pobiera współrzędne z terminala, ale w tym celu musi pokazać swoją twarz. Mayfeld zabija swego dawnego dowódcę – zbrodniarza wojennego Valina Hessa. Uciekają z ośrodka niszcząc przy tym wybuchowe rhydonium. Dune pozwala Mayfeldowi odejść wolno, a Djarin kontaktuje się z Gideonem oznajmiając, że odzyska Grogu . |                           |                     |               |                      |
| 8 | Chapter 16: The Rescue    | Peyton Reed         | Jon Favreau   | 18 grudnia 2020      |
| Bohaterowie przechwytują prom dr. Pershinga i łączą siły z Bo-Katan Kryze, by zaatakować okręt Gideona. Razem dostają się na jego pokład zdobytym promem udając, że są ścigani przez Fetta. Mandalorianin kieruje się do Grogu, po drodze wyrzucając oddział bojowych droidów (zwanych Mrocznymi Szturmowcami) w próżnię. Reszta grupy udaje się na mostek eliminując szturmowców. Nie znajdują tam jednak Gideona, który bierze Dziecko na zakładnika. Din Djarin pokonuje go w walce i doprowadza na mostek, lecz droidy dostają się z powrotem na statek i próbują się przebić przez drzwi pancerne, za którymi chronią się bohaterowie. Gdy metal wyraźnie już ustępuje, na okręt dociera pojedynczy X-wing, a jego pasażer zaczyna niszczyć droidy posługując się mieczem świetlnym i Mocą. Okazuje się, że tym Jedi jest Luke Skywalker, z którym skontaktował się Grogu. Djarin przekazuje Dziecko w ręce Luke’a, by ten go szkolił i chronił. Później Boba Fett i Fennec Shand zjawiają się w dawnym pałacu Jabby na Tatooine. Eliminują całą ochronę. Boba zabija siedzącego na tronie Biba Fortunę i zajmuje jego miejsce. |                           |                     |               |                      |

## Produkcja

### Rozwój projektu
W lipcu 2019 twórca i showrunner The Mandalorian, Jon Favreau, potwierdził, że powstanie drugi sezon serialu. Rozpoczął już wtedy tworzenie do niego scenariusza, w momencie prac przygotowawczych. Tworząc scenariusz Favreau powiedział, że drugi sezon będzie wstępem do szerszej opowieści, a odcinki będą „mniej odizolowane”, niż miało to miejsce w poprzednim sezonie, chociaż zaznaczył, że każdy odcinek będzie miał „swój własny smak”. Dodał, że nowe postacie wprowadzone w drugim sezonie będą miały swoje wątki fabularne, dzięki czemu serial zacznie eksplorować historie inne niż Mandalorian. Drugi sezon wiązał się z mniejszymi kosztami początkowymi, dzięki czemu na każdy odcinek można było przeznaczyć więcej środków z zaplanowanego na całość serii budżetu, niż w przypadku pierwszego sezonu. Prezes The Walt Disney Company, Bob Iger, ogłosił w lutym 2020, że premiera drugiego sezonu odbędzie się w październiku tegoż.
W sierpniu 2019 poinformowano, że Rick Famuyiwa powróci jako reżyser i że w produkcję tego sezonu nie będzie zaangażowany Taika Waititi z powodu pracy nad filmem Next Goal Wins. Miesiąc później Favreau powiedział, że wyreżyseruje jeden odcinek drugiego sezonu, po tym jak w pierwszym sezonie nie był w stanie tego zrobić ze względu na swoje zobowiązania do filmu Król lew (2019). Pod koniec października potwierdzono, że Carl Weathers również wyreżyseruje jeden odcinek, co obiecał mu Favreau, gdy obsadził go w pierwszym sezonie. W marcu 2020 ujawniono, że jako reżyser powróci także Dave Filoni. 4 maja, w Dzień Gwiezdnych wojen, Robert Rodriguez i Peyton Reed ujawnili, że również wyreżyserowali odcinki drugiego sezonu. Rodriguez pierwotnie nie miał tego robić w tym sezonie, dołączył jednak jako zastępstwo w ostatniej chwili. W czerwcu Bryce Dallas Howard ujawniła, że również wyreżyserowała jeden z odcinków.

### Casting
W serialu w tytułowej roli występuje Pedro Pascal, który powtarza swoją rolę z poprzedniego sezonu. Powracają również Giancarlo Esposito jako Moff Gideon i Gina Carano jako Cara Dune, a także Amy Sedaris jako Peli Motto, Carl Weathers jako Greef Karga, Horatio Sanz jako Mythrol, Omid Abtahi jako dr Pershing, Ming-Na Wen jako Fennec Shand i Bill Burr jako Migs Mayfeld. Filoni powtarza swoją rolę jako pilot X-Winga, Trapper Wolf, a Paul Sun-Hyung Lee gra pilota Carsona Teva.
W marcu 2020 poinformowano, że Rosario Dawson wystąpi w drugim sezonie jako Ahsoka Tano. Jest to pierwszy występ tej postaci w serialu live action, po tym jak wcześniej pojawiła się w serialach animowanych Gwiezdne wojny: Wojny klonów i Star Wars: Rebelianci, a także można było ją usłyszeć w filmie Gwiezdne wojny: Skywalker. Odrodzenie (2019). We wszystkich tych produkcjach głos postaci podkładała Ashley Eckstein. Dawson wcześniej wyraziła zainteresowanie przyjęciem roli w produkcji aktorskiej po tym, jak jej obsadzenie zasugerował w lutym 2017 miłośnik wspomnianych seriali animowanych. Również w marcu do obsady dołączył Michael Biehn jako Lang, egzekutor. W maju tego samego pojawiła się informacja, że Temuera Morrison ma ponownie wcielić się w rolę Boby Fetta w drugim sezonie. Morrison zagrał ojca Boby, Jango Fetta, w filmie Gwiezdne wojny: część II – Atak klonów (2002), a następnie użyczał głosu Bobie w różnych produkcjach związanych z Gwiezdnymi wojnami. Zanim potwierdzono udział Morrisona, postać pojawiła się na krótko w odcinku „Chapter 5: The Gunslinger” w pierwszym sezonie. W tym samym miesiącu ujawniono, że Katee Sackhoff ponownie wcieli się w rolę Bo-Katan Kryze, po tym jak wcześniej podkładała głos postaci w Wojnach klonów i Rebeliantach. Potwierdzono także angaż Timothy’ego Olyphanta, który gra Cobba Vantha, postać z powieści Star Wars: Aftermath, która nosi zbroję Boby Fetta. We wrześniu 2020 ujawniono, że w obsadzie sezonu znalazła się Mercedes Varnado występująca jako Mandalorianka Koska Reeves, członkini Nocnych Sów. W finale sezonu pojawia się postać Luke’a Skywalkera wraz z droidem R2-D2; Mark Hamill powtarza swoją rolę z filmów z serii Gwiezdne wojny. Został on odmłodzony cyfrowo, a Max Lloyd Jones służył jako dubler postaci na planie. Ponadto Matthew Wood powtarza swoją rolę Biba Fortuny z filmu Gwiezdne wojny: część I – Mroczne Widmo (1999).

### Scenografia i kostiumy
Scenografię do drugiego sezonu The Mandalorian przygotowali Andrew L. Jones i Doug Chiang, a kostiumy zaprojektowała Shawna Trpcic. Przed rozpoczęciem pracy nad scenografią Chiang pokazywał scenarzystom szkice koncepcyjne i dopiero po ich zaakceptowaniu rozpoczynano pracę nad właściwymi środowiskami. Głównym zadaniem Jonesa było połączenie technologii cyfrowej z fizycznym planem zdjęciowym, do czego używano ekranu „The Volume” opracowanego przez firmę ILM. Wyświetlał on środowiska i otoczenie wokół aktorów korzystając z technologii używanej w grach. W celu stworzenia modelu 3D środowiska serialu Jones współpracował z Dougiem Chiangiem. Używano także okularów wirtualnej rzeczywistości, aby oglądać wygenerowany plan. Całość musiała być skończona sześć tygodni przed rozpoczęciem zdjęć do danego odcinka, by dać ILM wystarczająco dużo czasu na nadanie wirtualnym planom wyglądu fotorealistycznego i dodanie efektów specjalnych w czasie rzeczywistym. Andrew L. Jones ujawnił, że tworząc scenografię często inspirował się oryginalną trylogią Gwiezdnych wojen. Chiang powiedział, że wygląd planety Corvus zaczęto planować już na początku współpracy z Dave’em Filonim. Stwierdził, że „bardzo zależało mu na stworzeniu opustoszałego krajobrazu, a jednocześnie na tym, by był on oparty na fabule” Tworząc miasto Mos Pelgo, scenografowie nie chcieli, aby wyglądem przypominało inne miasta z uniwersum. Chiang zdecydował, że „aby nadać mu świeżości i oryginalności przekształciliśmy go w klasyczne westernowe miasteczko z jedną główną ulicą, a następnie wznieśliśmy budynki na palach, aby nadać mu charakterystyczny wygląd, jakiego wcześniej nie było”. Inspiracją dla celi Grogu na statku Gideona była cela Lei na Gwieździe Śmierci w oryginalnej trylogii. Opracowując model statku Bo-Katan na podstawie tego użytego w serialach animowanych twórcy uświadomili sobie, że był on tam zbyt duży w stosunku do innych statków, więc trzeba było go zmniejszyć. Doug Chiang powiedział: „Zdaliśmy sobie sprawę, że w rzeczywistości statek Bo-Katana był po prostu o wiele za duży. Był prawie dwa razy większy od Sokoła Millenium, co nie miało większego sensu. Więc ciągle go zmniejszaliśmy, zmniejszaliśmy, zmniejszaliśmy, zachowując wierność animowanemu oryginałowi”.
Shawna Trpcic zdradziła, że chciała zostać projektantką kostiumów ze względu przywiązanie do oryginalnej trylogii Gwiezdnych wojen, a szansa na pracę przy serialu, którego akcja dzieje się w tym samym okresie była dla niej spełnieniem marzeń. Ujawniła też, że projektując kostium dla Luke’a Skywalkera dbała o każdy szczegół, aby uchwycić to, jak oryginalna trylogia wykorzystała kostiumy do opowiadania historii. Powiedziała również, że sezon drugi dał jej możliwość wprowadzenia nowych elementów do historii serialu, takich jak uczynienie sztywnych szturmowców bardziej mobilnymi oraz wprowadzenie wersji aktorskiej postaci Bo Katan i Ahsoki Tano. Przy zaprojektowaniu kostiumów dla Bo Katan i Koski pomagało jej Ironhead Studios. Koczowniczy wygląd Boby Fetta, z czarnymi szatami i bandolierami Tuskenów, był inspirowany filmem Lawrence z Arabii. Tworząc kostium Ahsoki Filoni chciał, aby jej szacie nadać głębi, dlatego by nie była całkowicie szara, wpleciono w nią kilka różnych kolorów.

### Zdjęcia i postprodukcja
Możliwości technologii StageCraft opracowanej przez Industrial Light & Magic zwiększyły się w porównaniu z pierwszym sezonem. Filmowanie rozpoczęło się 7 października 2019, w związku z czym po raz kolejny użyto roboczego tytułu Huckleberry. Prace na planie były objęte tajemnicą – aktorzy otrzymywali scenariusze tylko do odcinków, w których występowali, a na plan filmowy przychodzili w pelerynach z kapturami. Dodatkowo wielu członków obsady i ekipy nie wiedziało, że Jedi, który pojawi się w ostatnim odcinku sezonu, będzie Lukiem Skywalkerem. Podobnie jak w przypadku pierwszego sezonu, twórca Gwiezdnych wojen, George Lucas, odwiedził plan filmowy, gdy Filoni reżyserował jeden z odcinków.
Sam Hargrave pełnił w tym sezonie funkcję drugiego reżysera. Hargrave powiedział, że Favreau szukał kogoś „kto ma doświadczenie z akcją” i że „chciał bazować” na tym, co zostało zrobione w pierwszym sezonie, jednocześnie wprowadzając „nową perspektywę i przenosząc to na inny poziom”. Pascal był w stanie zagrać Mandalorianina w większym stopniu bezpośrednio na planie, niż to było w przypadku poprzedniego sezonu, kiedy to jego zobowiązania do innych produkcji spowodowały, że postać tę portretowali czasami dublerzy – Brendan Wayne i Lateef Crowder. Zarówno Wayne, jak i Crowder powrócili również w tym sezonie. Niektóre zdjęcia przeprowadzono w Simi Valley w Kalifornii, w tym m.in. sceny z „Chapter 14: The Tragedy”.
Zdjęcia do sezonu zakończyły się 8 marca 2020. Zostało to określone jako „fortunne”, ponieważ zaledwie cztery dni później produkcje filmowe i telewizyjne na całym świecie zostały zawieszone z powodu pandemii COVID-19. Pandemia wpłynęła jednak na postprodukcję sezonu, w tym tworzenie ścieżki dźwiękowej. Za zdjęcia odpowiadali David Klein, Matthew Jensen, Baz Idoine i Greig Fraser, a za montaż Jeff Seibenick, Andrew S. Eisen ACE i Adam Gerstel.

#### Efekty praktyczne
Favreau i reżyserzy serialu kładli nacisk na wykorzystanie efektów praktycznych tam, gdzie było to możliwe. Favreau zauważył, że technologia StageCraft wykorzystana podczas kręcenia serialu pozwoliła na zastosowanie bardziej tradycyjnych technik produkcji, ponieważ ekipa pracowała w środowisku, które mogła zobaczyć na planie. Firma Legacy Effects stworzyła zbroję dla serialu, a także animatronikę dla obcych stworzeń. Efekty wizualne zostały wykorzystane do usunięcia lalkarzy i drążków sterujących ze scen, w których wykorzystano lalki i kukły. Aby odtworzyć techniki stosowane w oryginalnych filmach z serii Gwiezdne wojny, rekwizytor serialu The Mandalorian, Josh Roth, zaprojektował nowe bronie na podstawie prawdziwych pistoletów, ponieważ pierwotne rekwizyty były zmodyfikowanymi wersjami replik broni z czasów II wojny światowej.
Dziecko zostało stworzone głównie przy użyciu kukły. Pierwotnie postać ta miała być kreowana przy użyciu CGI, jednak po dobrym odbiorze wersji lalkowej w pierwszym sezonie zaczęto przerabiać sceny tak, by obejść jej ograniczenia, zamiast uciekać się do CGI.
W serialu występują Blurrgsy, obce stworzenia, które po raz pierwszy pojawiły się w niekanonicznym filmie Ewoki: Bitwa o Endor (1985). Filoni wprowadził je do kanonu w Wojnach klonów i Rebeliantach. Zostały one stworzone głównie za pomocą CGI, ale w scenie, gdy po raz pierwszy zostały pokazane w serialu przez lornetkę Mandalorianina, wykorzystano fizyczne modele. Legacy stworzyło praktyczny model droida IG-11, który służył na planie jako punkt odniesienia dla oświetlenia. Zawierał on głowę, tułów i ramiona postaci, a do poruszania można było wykorzystać podstawowe techniki lalkarskie. Podczas kręcenia serialu uznano, że niezręczne ruchy modelu dobrze pasują do postaci i wykorzystano go w większej liczbie scen, niż zakładano. Wersja stworzona za pomocą CGI poruszała się w sposób, który nie byłby fizycznie możliwy do wykonania przez człowieka. Rozwiązanie to różniło się to od użytego przy K-2SO, droidzie stworzonemu na potrzeby filmu Łotr 1. Gwiezdne wojny – historie (2016), przy którym wykorzystano technikę motion capture.
Na potrzeby filmu Łotr 1 Hickel zebrał różne ujęcia z oryginalnych filmów serii, przedstawiające statki kosmiczne stworzone przy użyciu modeli fizycznych i systemów kamer motion control. Użył tych ujęć do pracy nad The Mandalorian, jako wzór wyglądu i sposobu poruszania się Razor Crest. Favreau zdecydował, że chce mieć miniaturowy model Razor Crest, będący punktem odniesienia dla oświetlenia. Modele do serialu powstały dzięki połączeniu druku 3D i rzeźbienia ręcznego. Po obejrzeniu modelu Favreau zasugerował, by nakręcić jedno ujęcie z wykorzystaniem technik sterowania ruchem jako kolejny punkt odniesienia dla CGI.
Tworząc banthy, użyto trójwymiarowych modeli słonia azjatyckiego wykonanych z gliny. Wykonano także wiele zdjęć służących jako punkt odniesienia dla ostatecznych wersji fizycznych rekwizytów i wersji komputerowej. Phil Tippett ujawnił również, że w przedostatnim odcinku sezonu, „The Believer”, wykorzystano technikę poklatkową do stworzenia gigantycznych „złomiarzy” na planecie śmieci, gdzie postać grana przez Billa Burra, Mayfield, odbywała karę.

#### Efekty specjalne
Efekty wizualne przygotowały studia Industrial Light & Magic, Hybride, Base FX, Important Looking Pirates, Image Engine i Stereo D, a całość nadzorowali Joe Bauer i Richard Bluff.
ILM oprócz technologii StageCraft użytej też w pierwszym sezonie przygotowało prawie 5000 ujęć, w tym m.in. ujęcia z piaskowym środowiskiem, ze smokiem na Tatooine, ze Scrap Walkerem, czy Banthem. Zespół opracował łącznie ponad 100 stworzeń używając lalek. Studio stworzyło także silnik renderowania kinowego w czasie rzeczywistym firmy o nazwie Helios. Został on użyty do końcowego renderowania pikseli wyświetlanych na ekranach LED. Firma Hybride dostarczyła 883 ujęcia, w tym m.in. sceny z mrocznymi szturmowcami, droidy na Mos Eisley, droida-zabójcę HK-87, Massiffy, a także sekwencje rejsu po Mos Pelgo, spaceru po pustyni czy lądowania statku Razor Crest na Nevarro. Studio ILP opracowało m.in. postać gangstera Gora Koresha występującego na początku sezonu, a także wiele scen z „Chapter 11: The Heiress”, w tym sekwencje z łodzią, na której po raz pierwszy pojawia się Bo-Katan, czy scenę przejęcia przez Mandalorian statku Imperium. Image Engine przygotowało 516 ujęć, w tym m.in. szturmowców, scenerię imperialnego złomowiska, pająka lodowego i środowisko lodowej jaskini, postać Frog Lady, scenę pojawienia się Boby Fetta wraz ze środowiskiem i strzelaniną, dolinę szturmowców, a także różne droidy, wybuchy i eksplozje.

## Muzyka

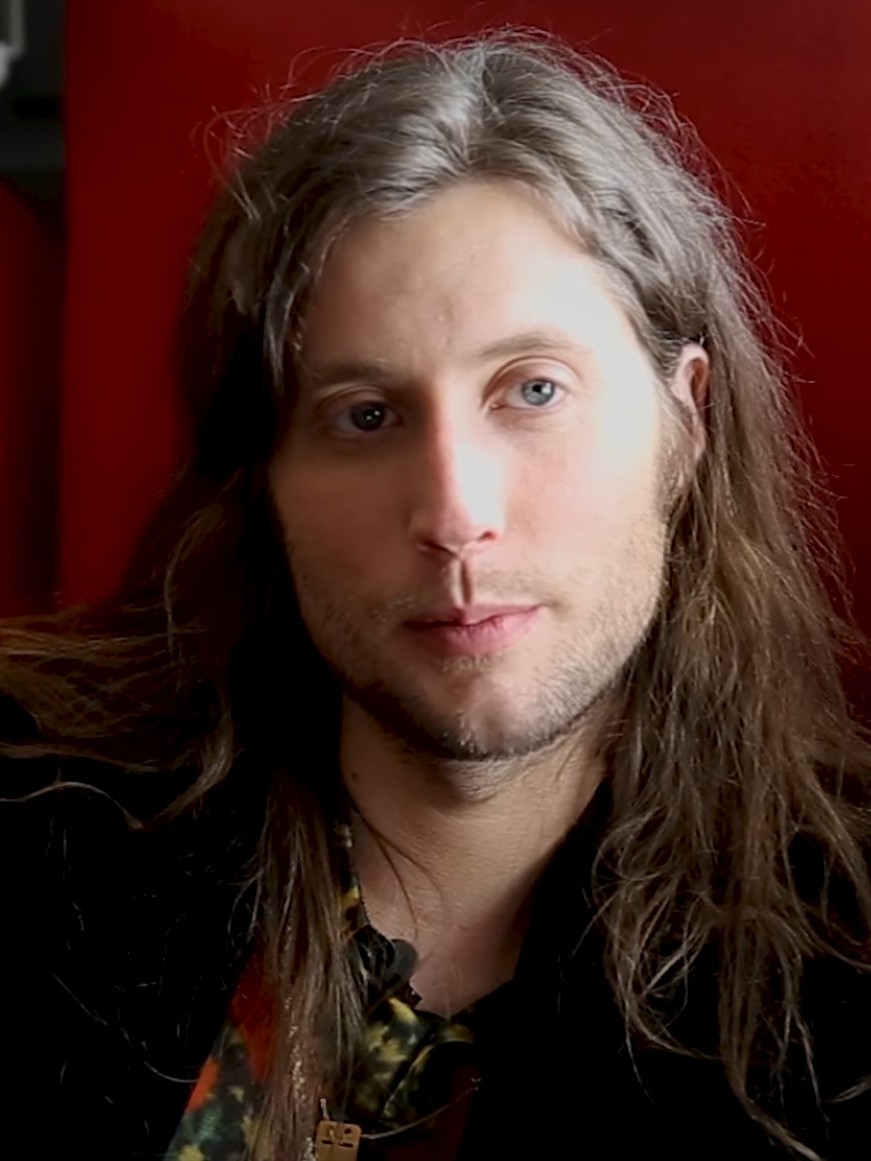
Ludwig Göransson, kompozytor ścieżki dźwiękowej do serialu

Ścieżkę dźwiękową skomponował Ludwig Göransson. W drugim sezonie używa on głównego tematu serialu „w wielu nowych i różnych iteracjach”. Wyjaśnił, że w pierwszym sezonie motyw serialu był grany głównie na flecie, aby podkreślić „podróż samotnika”, jaką odbywa główny bohater, choć w niektórych retrospekcjach do dzieciństwa używano gitary. W drugim sezonie motyw ten jest grany głównie na gitarze elektrycznej, aby pokazać nową pewność siebie bohatera i jego relację z Grogu.
Göransson wprowadził nowe tematy muzyczne do każdego odcinka sezonu, ponieważ każdy odcinek ma inny gatunek, scenerię i bohaterów. W „Chapter 9: The Marshal” używa „rock’n’rollowego, heavymetalowego nastroju” jako hołdu dla muzyki, którą Ennio Morricone pisał do filmów westernowych Sergio Leone. W „Chapter 10: The Passenger” pojawia się motyw przewodni dla Grogu, który Göransson napisał podczas prac nad pierwszym sezonem. Jest on grany na pianinie elektrycznym, co Göransson porównał do użycia dzwonków i czelesty przez Johna Williamsa w filmach z serii Gwiezdne wojny, by stworzyć „bajkowy i magiczny nastrój”. Do wprowadzenia Bo-Katana w „Chapter 11: The Heiress” Göransson użył zniekształconych dźwięków syntezatora, by stworzyć industrialne brzmienie pasujące do „szybkości i energii” postaci. Jego motyw dla Boby Fetta również wykorzystuje zniekształcone dźwięki inspirowane efektami dźwiękowymi, które Rodriguez dodał do początkowej wersji „Chapter 14: The Tragedy”. W pierwszym sezonie nie ma żadnych odniesień do oryginalnych motywów Williamsa, ale między Göranssonem a producentami odbyło się wiele rozmów na ten temat, co doprowadziło do kilku zmian w drugim sezonie: Göransson nawiązuje do tematu Williamsa dla Yody w „Chapter 13: The Jedi”, gdy ta postać zostaje wspomniana. Kompozytor powtarza też motyw przewodni Williamsa dla Mocy, gdy Skywalker pojawia się w „Chapter 16: The Rescue”. Używa także motywu Kevina Kinera dla Ahsoki Tano z filmu Gwiezdne wojny: Wojny klonów w scenach z udziałem tej postaci.
Największym wyzwaniem podczas postprodukcji drugiego sezonu było nagranie orkiestrowej partytury Göranssona podczas trwania pandemii COVID-19. Serial był jednym z pierwszych, które wykorzystały scenę w 20th Century Fox, gdy ta ponownie umożliwiła nagrania. Muzykę do pierwszych siedmiu odcinków nagrało tam trzydziestu smyczkowców, którzy nosili maski i byli rozstawieni w odległości prawie dwóch metrów od siebie. W ostatnim odcinku liczba smyczkowców wzrosła do czterdziestu, dodano też kilkanaście instrumentów dętych blaszanych i drewnianych. Aby zachować wymogi przepisów sanitarnych i zasady związków zawodowych muzyków, smyczki były nagrywane w oddzielnych dniach niż instrumenty dęte blaszane i drewniane. Część muzyków była też nagrywana zdalnie, a następnie synchronizowana z nagraniami scenicznymi oraz nagraniami Göranssona, grającego na gitarze, flecie, fortepianie, basie, perkusji rockowej i syntezatorach. Nagrania odbywały się od lipca do września 2020.
W przeciwieństwie do pierwszego sezonu, w którym do każdego odcinka został wydany album z muzyką, Walt Disney Records wydał ścieżkę dźwiękową do drugiego sezonu w dwóch częściach: ścieżka dźwiękowa od „Chapter 9" do „Chapter 12" została wydana 20 listopada 2020, a druga, od „Chapter 13" do „Chapter 16", została wydana 18 grudnia.
| The Mandalorian: Season 2 – Vol. 1 (Chapters 9–12) – 2020 | The Mandalorian: Season 2 – Vol. 1 (Chapters 9–12) – 2020 | The Mandalorian: Season 2 – Vol. 1 (Chapters 9–12) – 2020 |
| Nr                                                        | Tytuł utworu                                              | Długość                                                   |
| --------------------------------------------------------- | --------------------------------------------------------- | --------------------------------------------------------- |
| 1.                                                        | „Mando Is Back”                                           | 4:04                                                      |
| 2.                                                        | „Enjoy the Fights”                                        | 2:55                                                      |
| 3.                                                        | „The Marshal’s Tale”                                      | 6:05                                                      |
| 4.                                                        | „Tusken Raiders”                                          | 3:18                                                      |
| 5.                                                        | „Get the Child”                                           | 2:06                                                      |
| 6.                                                        | „Beneath the Ice”                                         | 5:25                                                      |
| 7.                                                        | „Snacks”                                                  | 2:46                                                      |
| 8.                                                        | „Reunited”                                                | 1:40                                                      |
| 9.                                                        | „Ship o hoj, Mandalorians!”                               | 7:59                                                      |
| 10.                                                       | „Long Live the Empire”                                    | 4:05                                                      |
| 11.                                                       | „Back Together”                                           | 2:19                                                      |
| 12.                                                       | „Experiment”                                              | 5:16                                                      |
| 13.                                                       | „Quite a Soldier”                                         | 2:46                                                      |
|                                                           |                                                           | 50:44                                                     |

| The Mandalorian: Season 2 – Vol. 2 (Chapters 13–16) – 2020 | The Mandalorian: Season 2 – Vol. 2 (Chapters 13–16) – 2020 | The Mandalorian: Season 2 – Vol. 2 (Chapters 13–16) – 2020 |
| Nr                                                         | Tytuł utworu                                               | Długość                                                    |
| ---------------------------------------------------------- | ---------------------------------------------------------- | ---------------------------------------------------------- |
| 1.                                                         | „The Sorcerer”                                             | 3:32                                                       |
| 2.                                                         | „The Story”                                                | 6:48                                                       |
| 3.                                                         | „A Mandalorian and a Jedi”                                 | 1:57                                                       |
| 4.                                                         | „Ahsoka Lives”                                             | 3:43                                                       |
| 5.                                                         | „The Seeing Stone”                                         | 2:12                                                       |
| 6.                                                         | „Capture the Flag”                                         | 5:38                                                       |
| 7.                                                         | „The Armor”                                                | 2:43                                                       |
| 8.                                                         | „Invaders on Their Land”                                   | 2:48                                                       |
| 9.                                                         | „Brown Eyes”                                               | 2:51                                                       |
| 10.                                                        | „Rest in Peace”                                            | 2:44                                                       |
| 11.                                                        | „Activated”                                                | 6:08                                                       |
| 12.                                                        | „The Sword”                                                | 3:07                                                       |
| 13.                                                        | „Troopers”                                                 | 2:33                                                       |
| 14.                                                        | „A Friend”                                                 | 3:52                                                       |
| 15.                                                        | „Open the Door”                                            | 4:52                                                       |
| 16.                                                        | „Come with Me”                                             | 2:45                                                       |
|                                                            |                                                            | 58:13                                                      |

## Marketing
Pierwszy zwiastun sezonu ukazał się 15 września 2020, a zwiastun specjalny zadebiutował 19 października 2020 podczas Monday Night Football. Dodatkowo materiały związane z sezonem były ujawniane w każdy poniedziałek od 26 października do 21 grudnia 2020 w ramach inicjatywy „Mando Mondays”.

## Odbiór

### Oglądalność
The Mandalorian stał się pierwszym programem Disney+, który znalazł się w pierwszej dziesiątce listy Nielsena zajmując trzecie miejsce pod koniec października, a łączna liczba minut transmisji w tamtym okresie wyniosła miliard. Uplasował się więc tuż za takimi programami jak Biuro i Gambit królowej. W listopadzie 2020 serial stał się najchętniej oglądanym programem osiągając 29% oglądalności pokonując Gambit królowej o około 20% i The Crown o około 14%. W połowie grudnia oglądalność serialu wzrosła jeszcze bardziej i udało mu się zająć pierwsze miejsce w rankingu Nielsena pokonując Biuro, a łączna liczba oglądających wyniosła 1,3 miliarda.

### Krytyka w mediach
Sezon spotkał się z pozytywną reakcją krytyków. W serwisie Rotten Tomatoes 93% z 450 recenzji uznano za pozytywne, a średnia ocen wystawionych na ich podstawie wyniosła 8,50/10. Na portalu Metacritic średnia ważona ocen z 14 recenzji wyniosła 76 punktów na 100.
Laura Prudom z IGN stwierdziła, że sezon „okazał się jednym z najambitniejszych sezonów telewizyjnych w ostatnim czasie” dodając, że „w imponujący sposób rozwinął historię Mando i Baby Yody, jednocześnie kładąc podwaliny pod trzy seriale spinoffowe oraz przełomowe zmiany w sposobie opowiadania historii, które bez wątpienia nastąpią w sezonie trzecim”. Daniel Fienberg z „The Hollywood Reporter” uznał, że w drugim sezonie występują „pewne oznaki nadęcia”, jednak stwierdził, że „nadal jest to zabawna, od czasu do czasu porywająca rozrywka bez większej głębi”. Arunkumar Sekhar na łamach „New Indiana Express” chwalił cały sezon, zdjęcia i muzykę Gorannsona i powiedział: „Fan Gwiezdnych wojen może jedynie wyrazić wdzięczność i szczere podziękowania dla Jona Favreau. Za pokazanie nam, że Moc jest z nami. Zawsze”. Natomiast Preston Moore z „The DisInsider” stwierdził, że serial „przeżywa kryzys tożsamości” oraz „nie wie, czym chce być”; skrytykował też ostatni odcinek sezonu i CGI użyte przy postaci Luke’a Skywalkera. Drew Dietsch z „Giant Freakin Robot” pochwalił początek sezonu mówiąc, że był to „świetny przykład tego, jak serial jest w stanie wrzucić kilka smaczków związanych z Gwiezdnymi wojnami, a jednocześnie nadal czuć się jak rycerz-erudyta, którego historia została przedstawiona w pierwszym odcinku”, lecz skrytykował końcówkę sezonu, mówiąc, że było w niej „za dużo Gwiezdnych wojen, a za mało Mandalorianina”.
Kamil Ostrowski z portalu gram.pl pochwalił sezon i uznał, że „nie zmieniłby w nim ani jednej sceny, nie dodałby, ani nie wyciął ani jednej linii dialogowej, nie pokusiłby się na zmianę jednej nuty w ścieżce dźwiękowej”. Adam Grochocki z geeklife.pl napisał: „Sezon 2 jest nie tylko lepszy od Sezonu 1, ale okazuje się najlepszymi Gwiezdnymi wojnami od pierwszej trylogii”, a także: „Serial jest zarówno wspaniałym fanserwisem, jak i porywającym widowiskiem o budżecie i jakości nieustępującej największym kinowym blockbusterom”. Joanna Marteklas z portalu whatnext.pl, że drugi sezon serialu to „najlepsze, co od lat dały nam Gwiezdne wojny”, stwierdziła jednak, że „czasem jest nieprzewidywalnie i ekscytująco, a czasem całe napięcie gdzieś znika i łatwo jest domyślić się co zaraz zobaczymy na ekranie”. Iwona Borkowska na łamach portalu popbookownik.pl uznała sezon za „najlepszy western w odległej galaktyce” i pochwaliła scenografie, bohaterów i wątek Grogu. Szymon Góraj z moviesroom.pl napisał: „Finałowe sekwencje to nie tylko piękny, nostalgiczny hołd dla fanów w quasi-westernowym stylu. Favreau ewidentnie stara się zbudować sensowną fabularną alternatywę dla późniejszych wydarzeń”, zauważył także, że sezon w wielu miejscach wywołuje nostalgię i podkreślił, że jest lepszy od poprzedniego.

### Nagrody i nominacje
| Nagroda                                        | Kategoria | Nominowani | Wynik     | Źródło          |
| ---------------------------------------------- | --- | --- | --------- | --------------- |
| Critics’ Choice Super Awards                   | Najlepszy serial science-fiction / fantasy                                                                     | The Mandalorian | Wygrana   | [ 125 ] [ 126 ] |
| Critics’ Choice Super Awards                   | Najlepszy aktor w serialu science-fiction / fantasy                                                            | Pedro Pascal | Nominacja | [ 125 ] [ 126 ] |
| Art Directors Guild Awards                     | Najlepsza scenografia w godzinnym odcinku serialu kostiumowego lub fantasy kręconego przy użyciu jednej kamery | Andrew L. Jones i Doug Chiang (za „Chapter 13: The Jedi”) | Wygrana   | [ 127 ]         |
| GoldSpirit Awards                              | Najlepsza ścieżka dźwiękowa                                                                                    | Ludwig Göransson | Nominacja | [ 128 ]         |
| IGN Summer Movie Awards                        | Najlepszy odcinek telewizyjny                                                                                  | The Mandalorian „Chapter 13: The Jedi” | Wygrana   | [ 129 ]         |
| British Academy Television Awards              | Must-See Moment w Virgin TV                                                                                    | Pojawienie się Luke’a Skywalkera | Nominacja | [ 130 ]         |
| Nagroda Hugo                                   | Najlepsza prezentacja dramatyczna – krótka forma                                                               | Jon Favreau (scenariusz), Peyton Reed (reżyseria) (za „Chapter 16: The Rescue”)                                                                                                | Nominacja | [ 131 ]         |
| Nagroda Hugo                                   | Najlepsza prezentacja dramatyczna – krótka forma                                                               | Dave Filoni (scenariusz/reżyseria) (za „Chapter 13: The Jedi”) | Nominacja | [ 131 ]         |
| Critics’ Choice Television Awards              | Najlepszy serial dramatyczny                                                                                   | The Mandalorian | Nominacja | [ 132 ]         |
| MTV Movie & TV Awards                          | Najlepszy duet                                                                                                 | Din Djarin i Grogu | Nominacja | [ 133 ]         |
| MTV Movie & TV Awards                          | Najlepszy czarny charakter                                                                                     | Giancarlo Esposito | Nominacja | [ 133 ]         |
| MTV Movie & TV Awards                          | Najlepszy bohater                                                                                              | Pedro Pascal | Nominacja | [ 133 ]         |
| Golden Reel                                    | Wybitne osiągnięcia w montażu dźwięku – efekty dźwiękowe i Foley w krótkometrażowych mediach epizodycznych     | The Mandalorian „Chapter 13: The Jedi” | Wygrana   | [ 134 ]         |
| Golden Reel                                    | Wybitne osiągnięcia w montażu dźwięku – dialogi i ADR w krótkometrażowych mediach epizodycznych                | The Mandalorian „Chapter 13: The Jedi” | Wygrana   | [ 135 ]         |
| Złoty Glob                                     | Najlepszy serial dramatyczny                                                                                   | The Mandalorian | Nominacja | [ 136 ]         |
| Nagroda Grammy                                 | Najlepsza ścieżka dźwiękowa dla mediów wizualnych                                                              | Ludwig Göransson (za Chapters 13–16) | Nominacja | [ 137 ]         |
| Nagroda Satelita                               | Najlepszy serial innego gatunku                                                                                | The Mandalorian | Nominacja | [ 138 ]         |
| Nagroda Saturn                                 | Najlepsza prezentacja telewizyjna (10 lub mniej odcinków)                                                      | The Mandalorian | Wygrana   | [ 139 ]         |
| Nagroda Saturn                                 | Najlepszy występ gościnny                                                                                      | Giancarlo Esposito | Nominacja | [ 139 ]         |
| Nagroda Amerykańskiej Gildii Aktorów Filmowych | Najlepszy zespół kaskaderski w serialu komediowym lub dramatycznym                                             | The Mandalorian | Wygrana   | [ 140 ]         |
| Nagroda Amerykańskiej Gildii Scenarzystów      | Najlepszy serial dramatyczny                                                                                   | Rick Famuyiwa, Jon Favreau i Dave Filoni | Nominacja | [ 141 ]         |
| Online Film & Television Association           | Najlepsza aktorka gościnna w serialu dramatycznym                                                              | Rosario Dawson | Wygrana   | [ 142 ]         |
| Online Film & Television Association           | Najlepszy scenografia – sci-fi/fantasy                                                                         | The Mandalorian | Wygrana   | [ 142 ]         |
| Online Film & Television Association           | Najlepszy projekt kostiumów – science fiction/fantasy                                                          | The Mandalorian | Wygrana   | [ 142 ]         |
| Online Film & Television Association           | Najlepszy makijaż – protetyczny                                                                                | The Mandalorian | Wygrana   | [ 142 ]         |
| Online Film & Television Association           | Najlepszy montaż dźwięku w serialu                                                                             | The Mandalorian | Wygrana   | [ 142 ]         |
| Online Film & Television Association           | Najlepszy dźwięk w serialu                                                                                     | The Mandalorian | Wygrana   | [ 142 ]         |
| Online Film & Television Association           | Najlepsze efekty wizualne                                                                                      | The Mandalorian | Wygrana   | [ 142 ]         |
| Online Film & Television Association           | Najlepszy serial dramatyczny                                                                                   | The Mandalorian | Wygrana   | [ 142 ]         |
| Online Film & Television Association           | Najlepsza koordynacja kaskaderska                                                                              | The Mandalorian | Wygrana   | [ 142 ]         |
| Online Film & Television Association           | Najlepszy aktor drugoplanowy w serialu dramatycznym                                                            | Giancarlo Esposito | Nominacja | [ 142 ]         |
| Online Film & Television Association           | Najlepszy aktor gościnny w serialu dramatycznym                                                                | Bill Burr | Nominacja | [ 142 ]         |
| Online Film & Television Association           | Najlepszy aktor gościnny w serialu dramatycznym                                                                | Mark Hamill | Nominacja | [ 142 ]         |
| Online Film & Television Association           | Najlepszy aktor gościnny w serialu dramatycznym                                                                | Timothy Olyphant | Nominacja | [ 142 ]         |
| Online Film & Television Association           | Najlepszy aktor gościnny w serialu dramatycznym                                                                | Carl Weathers | Nominacja | [ 142 ]         |
| Online Film & Television Association           | Najlepszy aktor gościnny w serialu dramatycznym                                                                | Katee Sackhoff | Nominacja | [ 142 ]         |
| Online Film & Television Association           | Najlepszy zespół w serialu dramatycznym                                                                        | The Mandalorian | Nominacja | [ 142 ]         |
| Online Film & Television Association           | Najlepsza reżyseria w serialu dramatycznym                                                                     | The Mandalorian | Nominacja | [ 142 ]         |
| Online Film & Television Association           | Najlepszy scenariusz w serialu dramatycznym                                                                    | The Mandalorian | Nominacja | [ 142 ]         |
| Online Film & Television Association           | Najlepsza kompozycja muzyczna w serialu                                                                        | The Mandalorian | Nominacja | [ 142 ]         |
| Online Film & Television Association           | Najlepszy montaż obrazu w serialu dramatycznym                                                                 | The Mandalorian | Nominacja | [ 142 ]         |
| Online Film & Television Association           | Najlepsze zdjęcia do serialu przy użyciu jednej kamery                                                         | The Mandalorian | Nominacja | [ 142 ]         |
| Online Film & Television Association           | Najlepszy makijaż – epoka i/lub postać                                                                         | The Mandalorian | Nominacja | [ 142 ]         |
| Nagroda Emmy                                   | Najlepszy gościnny występ w serialu dramatycznym                                                               | Timothy Olyphant (za „Chapter 9: The Marshal”) | Nominacja | [ 143 ] [ 144 ] |
| Nagroda Emmy                                   | Najlepszy gościnny występ w serialu dramatycznym                                                               | Carl Weathers (za „Chapter 12: The Siege”) | Nominacja | [ 143 ] [ 144 ] |
| Nagroda Emmy                                   | Najlepszy dobór obsady serialu dramatycznego                                                                   | Sarah Halley Finn | Nominacja | [ 143 ] [ 144 ] |
| Nagroda Emmy                                   | Najlepsze zdjęcia w serialu godzinnym kręconym przy użyciu jednej kamery                                       | Matthew Jensen (za „Chapter 15: The Believer”) | Wygrana   | [ 143 ] [ 144 ] |
| Nagroda Emmy                                   | Najlepsze zdjęcia w serialu półgodzinnym kręconym przy użyciu jednej kamery                                    | Baz Idoine (za „Chapter 13: The Jedi”) | Nominacja | [ 143 ] [ 144 ] |
| Nagroda Emmy                                   | Najlepsze kostiumy sci-fi lub fantasy                                                                          | Shawna Trpcic, Julie Robar, and Sara Fox (za „Chapter 13: The Jedi”) | Nominacja | [ 143 ] [ 144 ] |
| Nagroda Emmy                                   | Najlepsze fryzury pasujące do danej epoki i / lub postaci                                                      | Maria Sandoval, Ashleigh Childers, Wendy Southard (za „Chapter 16: The Rescue”)                                                                                                | Nominacja | [ 143 ] [ 144 ] |
| Nagroda Emmy                                   | Najlepsza charakteryzacja w serialu (sztuczna)                                                                 | Brian Sipe, Alexei Dmitriew, Samantha Ward, Scott Stoddard, Pepe Mora, Cale Thomas, Carlton Coleman, Scott Patton (za „Chapter 13: The Jedi”)                                  | Wygrana   | [ 143 ] [ 144 ] |
| Nagroda Emmy                                   | Najlepsza kompozycja muzyczna w serialu (oryginalna dramatyczna ścieżka dźwiękowa)                             | Ludwig Göransson (za „Chapter 16: The Rescue”) | Wygrana   | [ 143 ] [ 144 ] |
| Nagroda Emmy                                   | Najlepszy montaż serialu dramatycznego kręconego przy użyciu jednej kamery                                     | Andrew S. Eisen (za „Chapter 13: The Jedi”) | Nominacja | [ 143 ] [ 144 ] |
| Nagroda Emmy                                   | Najlepszy montaż serialu dramatycznego kręconego przy użyciu jednej kamery                                     | Dylan Firshen i J. Erik Jessen (za „Chapter 11: The Heiress”) | Nominacja | [ 143 ] [ 144 ] |
| Nagroda Emmy                                   | Najlepszy montaż serialu dramatycznego kręconego przy użyciu jednej kamery                                     | Adam Gerstel (za „Chapter 16: The Rescue”) | Nominacja | [ 143 ] [ 144 ] |
| Nagroda Emmy                                   | Najlepszy montaż serialu dramatycznego kręconego przy użyciu jednej kamery                                     | Jeff Seibenick (za „Chapter 15: The Believer”) | Nominacja | [ 143 ] [ 144 ] |
| Nagroda Emmy                                   | Najlepsza scenografia w fabularnym programie kostiumowym lub fantasy (godzinnym lub dłuższym)                  | Andrew L. Jones, Doug Chiang, David Lazan, Amanda Serino (za „Chapter 13: The Jedi”)                                                                                           | Nominacja | [ 143 ] [ 144 ] |
| Nagroda Emmy                                   | Najlepszy montaż dźwięku w serialu komediowym lub dramatycznym (godzinnym)                                     | Matthew Wood, David Acord, Richard Quinn, James Spencer, Benjamin A. Burtt, J.R. Grubbs, Richard Gould, Stephanie McNally, Ronni Brown, Jana Vance (za „Chapter 13: The Jedi”) | Nominacja | [ 143 ] [ 144 ] |
| Nagroda Emmy                                   | Najlepszy dźwięk w serialu komediowym lub dramatycznym (godzinnym)                                             | Bonnie Wild, Stephen Urata, Shawn Holden, Christopher Fogel (za „Chapter 13: The Jedi”)                                                                                        | Wygrana   | [ 143 ] [ 144 ] |
| Nagroda Emmy                                   | Najlepsze efekty specjalne w sezonie lub filmie telewizyjnym                                                   | Joe Bauer, Richard Bluff, Abbigail Keller, Hal Hickel, Roy K. Cancino, John Knoll, Enrico Damm, John Rosengrant, Joseph Kasparian                                              | Wygrana   | [ 143 ] [ 144 ] |
| Nagroda Emmy                                   | Najlepsza koordynacja występów kaskaderskich                                                                   | Ryan Watson | Wygrana   | [ 143 ] [ 144 ] |
| Nagroda Emmy                                   | Najlepszy występ kaskaderski                                                                                   | Lateef Crowder (za „Chapter 16: The Rescue”) | Wygrana   | [ 143 ] [ 144 ] |
| Nagroda Emmy                                   | Najlepszy serial dramatyczny                                                                                   | Jon Favreau, Dave Filoni, Kathleen Kennedy, Colin Wilson, Karen Gilchrist, Carrie Beck, John Bartnicki                                                                         | Nominacja | [ 143 ] [ 144 ] |
| Nagroda Emmy                                   | Najlepszy aktor drugoplanowy w serialu dramatycznym                                                            | Giancarlo Esposito | Nominacja | [ 143 ] [ 144 ] |
| Nagroda Emmy                                   | Najlepsza reżyseria serialu dramatycznego                                                                      | Jon Favreau (za „Chapter 9: The Marshal”) | Nominacja | [ 143 ] [ 144 ] |
| Nagroda Emmy                                   | Najlepszy scenariusz serialu dramatycznego                                                                     | Jon Favreau (za „Chapter 16: The Rescue”) | Nominacja | [ 143 ] [ 144 ] |
| Nagroda Emmy                                   | Najlepszy scenariusz serialu dramatycznego                                                                     | Dave Filoni (za „Chapter 13: The Jedi”) | Nominacja | [ 143 ] [ 144 ] |
| Nagroda Nebula                                 | Nagroda im. Raya Bradbury’ego za wybitną prezentację dramatyczną                                               | Jon Favreau (za „Chapter 14: The Tragedy”) | Nominacja | [ 145 ]         |
| Visual Effects Society Awards                  | Najlepsze efekty wizualne w odcinku fotorealistycznym                                                          | Joe Bauer, Abbigail Keller, Hal Hickel, Richard Bluff, Roy Cancino (za „Chapter 9: The Marshal”)                                                                               | Wygrana   | [ 146 ] [ 147 ] |
| Visual Effects Society Awards                  | Najlepsza animowana postać w odcinku lub projekcie czasu rzeczywistego                                         | John Rosengrant, Peter Clarke, Scott Patton, Hal Hickel (za The Child w „Chapter 13: The Jedi”)                                                                                | Wygrana   | [ 146 ] [ 147 ] |
| Visual Effects Society Awards                  | Najlepsza animowana postać w odcinku lub projekcie czasu rzeczywistego                                         | Paul Kavanagh, Zaini Mohamed Jalani, Michal Kriukow, Nihal Friedel (za The Krayt Dragon w „Chapter 9: The Marshal”)                                                            | Nominacja | [ 146 ] [ 147 ] |
| Visual Effects Society Awards                  | Najlepsze środowisko stworzone w odcinku, projekcie komercyjnym lub w czasie rzeczywistym                      | Enrico Damm, Johanes Kurnia, Phi Tran, Tong Tran (za Morak Jungle w „Chapter 15: The Believer”)                                                                                | Wygrana   | [ 146 ] [ 147 ] |
| Visual Effects Society Awards                  | Najlepsze środowisko stworzone w odcinku, projekcie komercyjnym lub w czasie rzeczywistym                      | Kevin George, Aaron Barr, Piotr Tatar, Abel Milanés Betancourt (za Nevarro Canyon w „Chapter 12: The Siege”)                                                                   | Nominacja | [ 146 ] [ 147 ] |
| Visual Effects Society Awards                  | Najlepsza praca wirtualnej kamery                                                                              | Richard Bluff, Matt Jensen, Chris Williams, Landis Fields IV (za „Chapter 15: The Believer”)                                                                                   | Nominacja | [ 146 ] [ 147 ] |
| Visual Effects Society Awards                  | Najlepsza praca wirtualnej kamery                                                                              | Dave Crispino, Kyle Winkelman, Paul Kavanagh, Jose Burgos (za „Chapter 12: The Siege”)                                                                                         | Nominacja | [ 146 ] [ 147 ] |
| Visual Effects Society Awards                  | Najlepszy model w projekcie fotorealistycznym lub animowanym                                                   | Jay Machado, Enrico Damm, Gerald Blaise, Ryan Church (za statek Boby Fetta) | Nominacja | [ 146 ] [ 147 ] |
| Visual Effects Society Awards                  | Najlepszy model w projekcie fotorealistycznym lub animowanym                                                   | John Knoll, John Goodson, Dan Patrascu, Rene Garcia (za The Light Cruiser w „Chapter 16: The Rescue”)                                                                          | Nominacja | [ 146 ] [ 147 ] |
| Visual Effects Society Awards                  | Najlepsze symulacje stworzone w odcinku, projekcie komercyjnym lub w czasie rzeczywistym                       | HuaiYuan Teh, Don Wong, Mathieu Chardonnet, Prashanth Bhagavan (za The Krayt Dragon w „Chapter 9: The Marshal”)                                                                | Nominacja | [ 146 ] [ 147 ] |
| Visual Effects Society Awards                  | Najlepsza kompozycja w odcinku                                                                                 | Peter Demarest, Christopher Balog, Shawn Mason, David Wahlberg (za „Chapter 15: The Believer”)                                                                                 | Nominacja | [ 146 ] [ 147 ] |
| Visual Effects Society Awards                  | Najlepsza kompozycja w odcinku                                                                                 | Nicolas Caillier, Simon Rafin, SiangKee Poh, Simon Marinof (za „Chapter 9: The Marshal”)                                                                                       | Nominacja | [ 146 ] [ 147 ] |
| Visual Effects Society Awards                  | Najlepsza kompozycja w odcinku                                                                                 | TC Harrison, Tami Carter, Jaume Creus Costabella, Shane Davidson (za „Chapter 10: The Passenger”)                                                                              | Nominacja | [ 146 ] [ 147 ] |

## Serial dokumentalny
W grudniu 2020 ogłoszono, że specjalny program Disney Gallery: The Mandalorian – Making of Season Two, będzie miał premierę 25 grudnia 2020. Godzinny odcinek specjalny zawiera wywiady z obsadą i ekipą serialu oraz materiały zza kulis wszystkich ośmiu odcinków sezonu drugiego. Drugi odcinek specjalny, The Making of the Season 2 Finale, został wydany 25 sierpnia 2021 i ukazał proces powstawania finału, w którym wystąpił odmłodzony Hamill.
| Nr | Tytuł                                                  | Reżyseria      | Premiera (Disney+) |
| --- | ------------------------------------------------------ | -------------- | ------------------ |
| 1 | Disney Gallery: The Mandalorian – Making of Season Two | Bradford Baruh | 25 grudnia 2020    |
| Zawiera ujęcia z planu pokazujące procesu tworzenia filmu oraz wywiady z członkami obsady i ekipy; przedstawiono produkcję wszystkich 8 odcinków drugiego sezonu. |                                                        |                |                    |
| 2 | The Making of the Season 2 Finale                      | Bradford Baruh | 25 sierpnia 2021   |
| Zawiera zakulisowe ujęcia na powstawanie finałowego odcinka sezonu, a także pokazuje proces odmładzania Hamilla.                                                  |                                                        |                |                    |